# دار حبة (المخادر)

تعديل مصدري - تعديل

دار حبة هي إحدى قرى عزلة ذاري عثمان بمديرية المخادر التابعة لمحافظة إب، بلغ تعداد سكانها 1186 نسمة حسب تعداد اليمن لعام 2004.